# Lemnalia acutispiculata
Lemnalia acutispiculata är en korallart som beskrevs av Verseveldt 1969. Lemnalia acutispiculata ingår i släktet Lemnalia och familjen Nephtheidae. Inga underarter finns listade i Catalogue of Life.